# Henry Eugene Davies

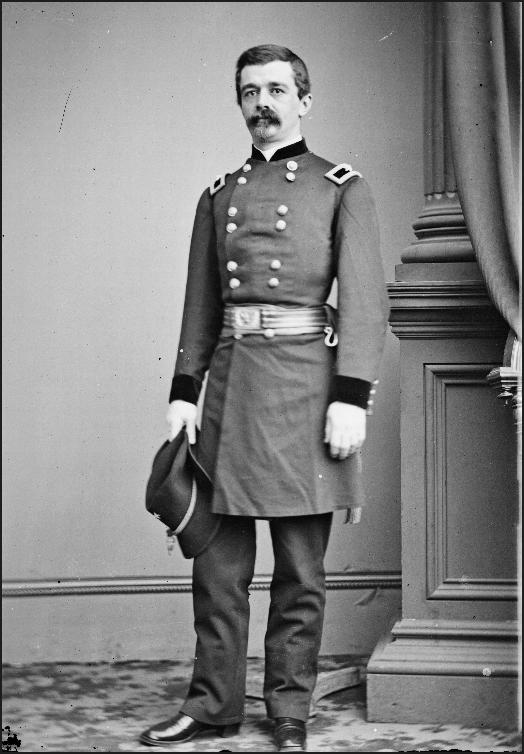
Henry Eugene Davies

Henry Eugene Davies (* 2. Juli 1836 in New York City; † 7. September 1894 in Middleborough, Massachusetts) war im Sezessionskrieg ein amerikanischer Generalmajor der Unionsarmee der amerikanischen Nordstaaten.

## Leben

### Familie
Henry Eugene Davies wurde 1836 als ältester Sohn des Richters Henry Ebenezer Davies (* 8. Februar 1805 in St. Lawrence County; † 17. Dezember 1881) und der Rebecca Waldo Tappan (* 5. November 1812 in Boston; † 24. Februar 1884) geboren und war ein Neffe des Brigadegenerals Thomas Alfred Davies (1809–1899). Henry Eugene studierte an den Colleges von Harvard, Williams und Columbia und wurde 1857 als Anwalt zugelassen. Am 10. August 1858 verheiratete er sich in Fishkill-on-Hudson mit Julia Rich, Tochter von John T. Rich und Julia Van Voorhies, der Ehe entstammte ein Sohn, Henry Eugene.

### Im Bürgerkrieg
Bei Ausbruch des Bürgerkriegs wurde Henry E. Davies Kapitän des 5. New York Volunteer Infanterieregiment und kämpfte am 10. Juni 1861 in einer der ersten Gefechte des Krieges, im Gefecht an der Bethel Church in Virginia. Im August 1861 wurde Davies zum Major im 2. New Yorker Kavallerie-Regiments ernannt. Das Regiment wurde während des Halbinsel-Feldzuges dem Korps von Generalmajor Irvin McDowell am Rappahannock River angegliedert. Das Regiment war dann an den Kämpfen in der zweiten Schlacht am Bull Run verwickelt. Davies wurde im Dezember 1862 zum Oberstleutnant und im Juni 1863 zum Oberst befördert. Im Juni 1863 erlitt die 2. New Yorker Kavallerie schwere Verluste bei Beverly's Ford und kämpfte dann in der Division von Judson Kilpatrick in der Schlacht bei Brandy Station (9. Juni) und im Gefecht von Aldie (17. Juni).
Davies wurde am 16. September 1863 zum Brigadegeneral der Freiwilligen ernannt, obwohl seine Ernennung und sein vorläufiges Divisionskommando vom Senat erst am 1. April 1864 bestätigt wurde. Davies war einer der wenigen Laiensoldaten in der Unionskavallerie auf dem östlichen Schauplatz des Bürgerkriegs, der zum General befördert wurde. Die 1. Brigade von Davies war ursprünglich Teil der 3. Kavalleriedivision der Potomac-Armee.
Im Oktober und November 1863 nahm die Brigade an der Bristoe-Kampagne in Virginia teil. Die 1. Brigade wurde Teil der 2. Kavalleriedivision der Potomac-Armee, die bis Anfang Februar 1865 von Brigadegeneral David McMurtrie Gregg kommandiert wurde. Die Brigade umfasste die 1. New Jersey Volunteer Kavallerie-Regiment, das 10. und 24. New Yorker Volunteer sowie fünf Kompanien des 1. Pennsylvania Volunteer Regiments und die Battery A der 2. United States Artillery.
Während des Überland-Feldzuges (4. Mai bis 24. Juni 1864) nahm die Brigade von Davies an den Überfällen des Kavalleriekorps von Generalmajor Philip Sheridan auf Richmond und an der Schlacht von Trevilian Station (11. und 12. Juni) teil. In der Schlacht von Haw's Shop (28. Mai) zerbrach Davies Säbel durch eine feindliche Kugel. Seine Brigade war während der Belagerung von Petersburg an mehreren Gefechten beteiligt, einschließlich der Verteidigung der Unionsposition entlang der Vaughan Road und während der Kämpfe an der Vaughan Road, die mit der Schlacht von Peebles' Farm zusammenhingen. Seine Brigade nahm im Dezember 1864 auch an Überfällen auf die Weldon Railroad teil. Davies wurde am 6. Februar 1865 während der Schlacht von Hatcher's Run verwundet. Nach Greggs Rücktritt Anfang Februar 1865 hatte die Brigade zwischen dem 14. März und dem 27. März stellvertretende Kommandeure, darunter auch Davies. Am 8. März 1865 nominierte Präsident Abraham Lincoln Davies für seine Rolle während der Schlacht von Peebles' Farm für die Verleihung des Grades eines Brevet-Generalmajors der Freiwilligen ab dem 1. Oktober 1864.
Am 26. März 1865 wurde Generalmajor George Crook zum Kommandeur der 2. Kavalleriedivision der Potomac-Armee ernannt, um Gregg zu ersetzen. Davies’ Brigade war an fast allen Kavallerieoperationen beteiligt, einschließlich derjenigen von Dinwiddie Court House am 31. März 1865, die zur Evakuierung von Petersburg und Richmond durch die Konföderierten in der Nacht des 2. April 1865 beitrug. Seine Brigade war zu Kriegsende auch an der Appomattox-Kampagne beteiligt, einschließlich der Schlacht von Amelia Springs, in der die Brigade in der Nähe von Paineville, etwa 200 Waggons eines konföderierten Versorgungszuges zerstörte, Ausrüstung erbeutete und fast 1.000 Gefangene und mehrere Standarten einbrachte. Am 7. Juni 1865 wurde Davies die volle materielle Besoldung mit Wirkung seit 4. Mai für einen Generalmajor der Freiwilligen bewilligt und vom US-Senat erst am 23. Februar 1866 bestätigt.

### Nach dem Krieg
Davies trat am 1. Januar 1866 aus dem Armeedienst zurück, zuletzt hatte er den mittleren Militärdistrikt von Alabama befehligt. Er wurde später ein prominenter Anwalt in New York und hatte vom 1. Januar 1866 bis zum 1. Januar 1869 das Amt des öffentlichen Verwalters der Stadt New York und von Juli 1870 bis 1. Januar 1873 die Position des stellvertretenden Bezirksstaatsanwalts für den südlichen Bezirk von New York inne. Danach kehrte er in die private Anwaltspraxis zurück und übersiedelte nach Beacon, New York. Davies war auch als Militärautor tätig und schrieb „Ten Days on the Plains“ (1871), „Davies Memoireen“ (1895 posthum) und in der „Great Commander Series“ das Buch „General Sheridan“ (1895 posthum). General Davies starb am 7. September 1894 plötzlich, als er Freunde in Middleboro, Massachusetts, besuchte, und wurde auf dem Saint Luke's Church Cemetery in Beacon, New York, beigesetzt. Er wurde von seiner Frau und seinem Sohn überlebt.